# زیردریایی کلاس سیندوگوش
سابمارین کلاس سیندوگوش (به انگلیسی: Sindhughosh-class submarine) یک کلاس از زیردریایی است که طول آن ۷۲٫۶ متر (۲۳۸ فوت ۲ اینچ) می‌باشد.